# Museo diocesano d'arte sacra (Lodi)
Il Museo diocesano di arte sacra di Lodi si trova in un'ala del palazzo Vescovile, nel centro storico della città, con ingresso dalla navata destra della cattedrale; fu istituito nel 1975 dal vescovo Giulio Oggioni ed inaugurato nel 1980 da Paolo Magnani.
La raccolta d'arte è costituita da dipinti, affreschi, sculture e paramenti liturgici provenienti dal patrimonio del vescovado e da varie parrocchie della diocesi; sono inoltre presenti alcuni reperti archeologici rinvenuti nel duomo di Lodi e numerose opere di oreficeria risalenti al Rinascimento, che un tempo facevano parte del cosiddetto "tesoro di san Bassiano".

## Opere
Il percorso di visita si sviluppa lungo otto sale, che espongono dipinti, suppellettile liturgica ed arredi sacri provenienti dal territorio diocesano. 
Al Museo Diocesano si accede attraverso uno scalone monumentale posto al termine della navata destra della Cattedrale. Lungo le pareti si possono osservare alcune opere del XVII secolo, tra cui:
- l'Annunciazione di Camillo Procaccini;
- due ante di organo di Ercole Procaccini il Giovane.

### Cappella Maggiore dei Vescovi
Da qui si entra nell'atrio e nella ex Cappella Maggiore dei Vescovi, ora adibita a spazio museale, dove si può ammirare la decorazione pittorica delle volte con motivi floreali e vegetali, stucchi dorati e finte architetture, di gusto rococò. 
Nella sala sono esposti oggetti liturgici (tabernacoli, croci astili, legature di messale, carteglorie, ferule, ecc.), che vanno dal XVI al XIX secolo, oltre a paramenti sacri del XVIII e XIX secolo. Di particolare interesse:
- una mitria (XVIII secolo) decorata con pietre dure;
- una croce processionale (1519) in lamina di rame ed argento, sbalzato e dorato, opera dell'orafo lodigiano Bassiano Vegio, commissionata dalla Confraternita di San Bassiano.

### Sala I
Si prosegue nella prima sala, dove sono esposti alcuni reperti archeologici di epoca romana, rinvenuti nell'area della Cattedrale:
- un frammento di lapide commemorativa del (I secolo d.C.);
- un frammento di colonna miliare (IV secolo d.C.);
- un cippo con un'iscrizione a Costantino.

Inoltre, interessanti sono:
- un frammento del pavimento della Cattedrale (XII secolo), realizzato in cocciopesto;
- un meccanismo di orologio (XVIII secolo).

### Sala II
Nella seconda sala sono presentate testimonianze di scultura lignea:
- Gesù Cristo (XIII secolo), scultura lignea;
- Gesù Cristo deposto (fine XV secolo);
- il Polittico di san Cristoforo (fine XV secolo), in legno intagliato e dipinto, opera di Bongiovanni e Giovanni Lupi.
- San Sebastiano e San Bassino, pannelli del Polittico dell'Assunta di Alberto Piazza, provenienti dalla Cattedrale;
- affreschi strappati attribuiti a Callisto Piazza, provenienti dal Duomo;
- Crocifisso (XVI secolo), in legno policromo, proveniente dal Monastero di Santa Chiara.

### Sala III
In questa sala, alle pareti, dipinti di anonimi artisti del XVII e XVIII secolo e, degne di nota:
- otto miniature (fine XV - prima metà del XVI secolo), provenienti dall'Abbazia olivetana di Villanova Sillaro, attribuite a Francesco Binasco, miniatore attivo alla corte sforzesca a Milano.

### Sala IV
In questa sala è esposto il Tesoro della Cattedrale o di san Bassiano, fra cui:
- tabernacolo o ostensorio Pallavicino (fine XV secolo), in argento fuso e cesellato, con smalti e coralli, opera di maestranze lombarde su commissione di Carlo Pallavicino, vescovo di Lodi (1456 - 1497;
- il baldacchino Pallavicino (fine XV secolo), ricamato in lampasso giallo di seta con trame in broccato d'oro, sete policrome, filigrana d'oro e perline bianche di fiume, commissionato dall'omonimo vescovo.
- un coprimessale (XVIII secolo), in argento, appartenuto a mons. Giuseppe Gallarati, vescovo di Lodi (1742 - 1765);
- il Velo di san Bassiano, olio su seta, della bottega dei Piazza.

Si prosegue nell'atrio, dove troviamo, vari dipinti tra cui notevoli:
- Visitazione, attribuita a Carlo Donelli, il Vimercati;
- un paliotto dipinto con la Deposizione di Gesù Cristo (XVII secolo).

### Sale V - VIII
Dall'atrio si accede ad altre sale, che conservano opere d'arte sacra contemporanea a realizzate nel XX secolo da artisti lodigiani e non, e donate al Museo Diocesano.